# Immeldorf

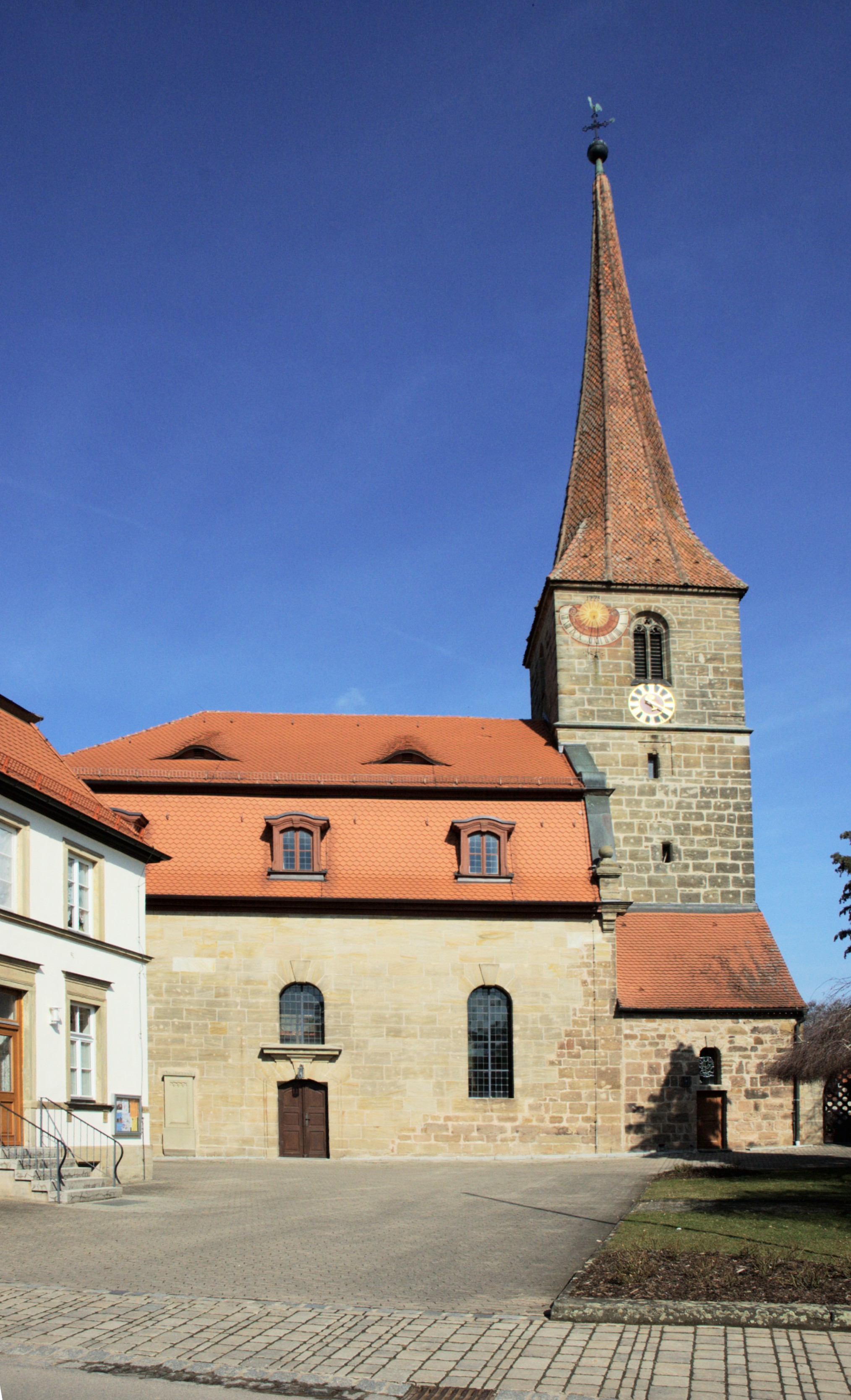
Kirche St. Georg

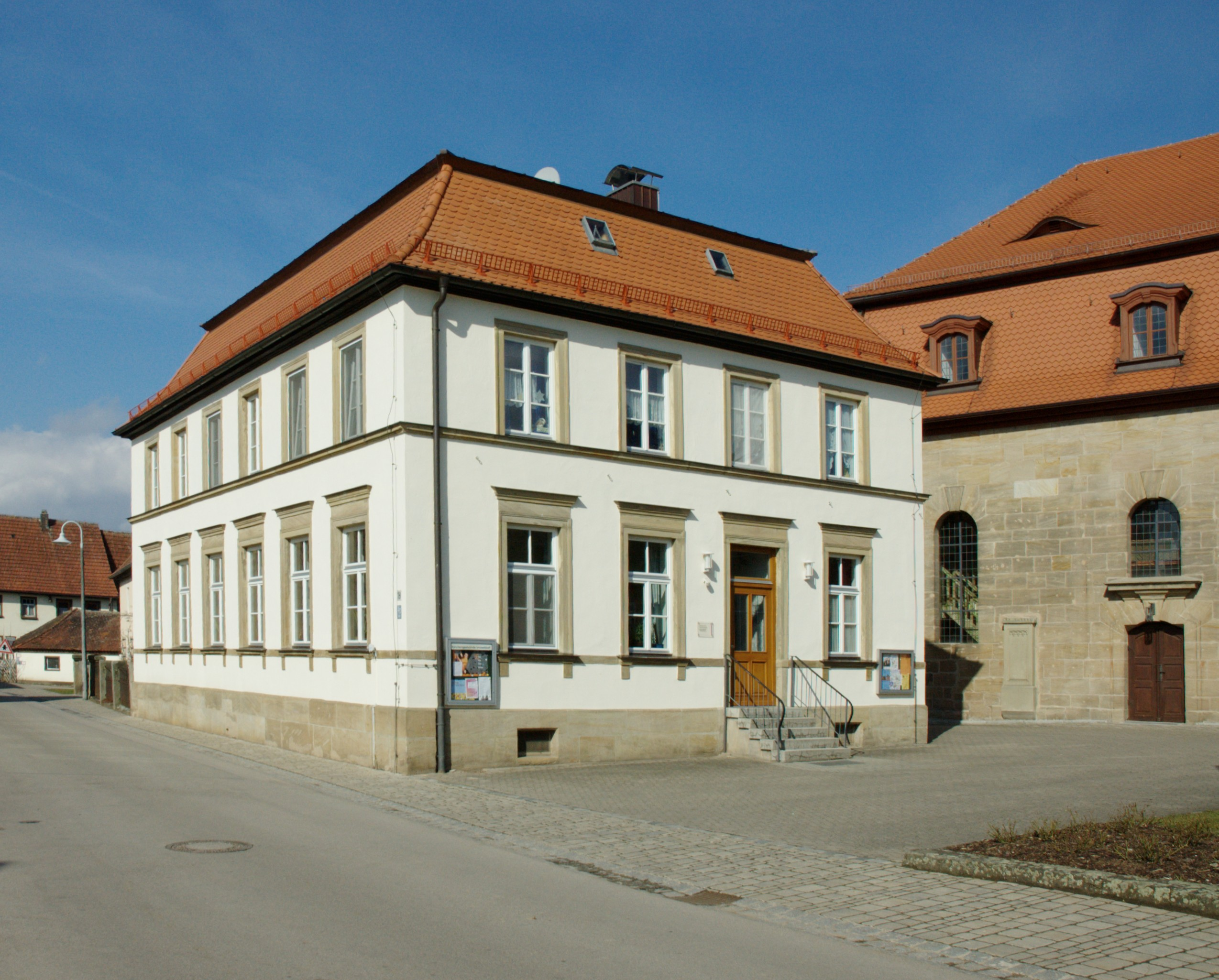
Ehemaliges Schulhaus

Immeldorf (fränkisch: Imldorf) ist ein Gemeindeteil des Marktes Lichtenau im Landkreis Ansbach (Mittelfranken, Bayern). Die Gemarkung Immeldorf hat eine Fläche von 4,553 km². Sie ist in 716 Flurstücke aufgeteilt, die eine durchschnittliche Flurstücksfläche von 6359,47 m² haben.

## Geografie
Das Pfarrdorf gliedert sich in den Altort und dem Siedlungsgebiet, das sich nordöstlich anschließt. Immeldorf liegt im Tal der Fränkischen Rezat.  Es münden dort der Büschelbach als linker Zufluss und der Bach- und Geißbergraben als rechte Zuflüsse. Unmittelbar nordöstlich liegt die Flur Galgenleite, 0,5 km nordöstlich erhebt sich der Weinberg (454 m ü. NHN), 0,5 km südlich der Geißberg (448 m ü. NHN).
0,5 km nordwestlich des Ortszentrums verläuft die Autobahn Bundesautobahn 6. Die Staatsstraße 2223 verläuft zur Anschlussstelle 53 der A 6 (0,6 km nordwestlich) bzw. nach Schlauersbach (2 km östlich). Gemeindeverbindungsstraßen führen nach Büschelbach (1,6 km nördlich), Malmersdorf (1,2 km westlich), zur Kreisstraße AN 12 bei Wattenbach (2 km südlich) und nach Ziegendorf (2,5 km nordöstlich).

## Geschichte
Der Ort wurde 1245 als „Imeldorf“ erstmals urkundlich erwähnt. Das Bestimmungswort des Ortsnamens ist der Personenname „I(r)milo“, einer Verkleinerungsform des germanischen Personennamens Immo. Eine Person dieses Namens ist als Gründer dieser Siedlung anzunehmen.
Gegründet wurde der Ort spätestens zu Beginn des 11. Jahrhunderts (eine in den Kirchturm eingeritzte Jahreszahl lautet 1011), wahrscheinlich aber schon im Frühmittelalter zwischen dem 8. und 10. Jahrhundert. Man rechnet Immeldorf zu den ältesten Siedlungen im Rezattal. Im Privilegium des Würzburger Bischofs Herold von 1168 wurde auch die Kaplanei Immeldorf aufgelistet, die der Pfarrei Sachsen zugehörig war. Ab 1265 hatten die Grafen von Dornberg die Hoheit über den Ort, von 1404 bis 1806 war es die Reichsstadt Nürnberg. Das Kloster Heilsbronn bekam gemäß dem dornbergischen Testament 1298 ein Gefälle und 1351 durch eine Schenkung des Götz Ribranst ein Anwesen.
Im Salbuch des nürnbergischen Pflegamtes Lichtenau von 1515 wurden für Immeldorf 38 Untertansfamilien angegeben: 25 Untertanen unterstanden der Reichsstadt Nürnberg, 2 Untertanen dem Kloster Heilsbronn und 11 Untertanen den Herren von Eyb zu Vestenberg.
Im 16-Punkte-Bericht des Klosteramts Heilsbronn aus dem Jahr 1608 wurden für Immeldorf 1 Köbler angegeben, der dem Klosterverwalteramt Heilsbronn unterstand. Die anderen Grundherren wurden nicht aufgelistet. Im Dreißigjährigen Krieg wurde der Ort weitgehend entvölkert, danach siedelten sich mindestens 180 Exulanten aus Österreich an.
Laut der Amtsbeschreibung des Pflegamtes Lichtenau aus dem Jahr 1748 zählte der Ort zur Hauptmannschaft Immeldorf. Es gab 39 Untertansfamilien, von denen 26 nürnbergisch waren.
Gegen Ende des 18. Jahrhunderts gab es in Immeldorf 42 Anwesen außerdem kirchliche Gebäude (Pfarrkirche, Pfarrhaus) und kommunale Gebäude (Schulhaus, Kuhhirtenhaus, Ochsenhirtenhaus, Gänsehirtenhaus). Das Hochgericht und die Dorf- und Gemeindeherrschaft übte das Pflegamt Lichtenau aus. Grundherren waren
- das Fürstentum Ansbach (9 Anwesen; Klosterverwalteramt Heilsbronn: 1 Gütlein; Vogtamt Vestenberg: 1 Hof, 2 Halbhöfe, 1 Gut, 1 Halbgut, 1 Wirtschaft, 1 Tropfhäuslein; Hofkastenamt Ansbach: 1 Tafernwirtschaft),
- die Reichsstadt Nürnberg (25 Anwesen; Pflegamt Lichtenau: 1 Gut, 1 Leerhaus; Landesalmosenamt: 1 Hof, 7 Güter, 6 Gütlein, 3 Leerhäuser, 2 Halbleerhäuser, 1 Mühlgut, 1 Wirtsgütlein mit Schenkstatt; Spital- und Katharinenklosteramt: 1 Halbhof, 1 Gut),
- das Rittergut Frohnhof der Herren von Eyb (1 Dreiviertelhof, 1 Halbhof, 2 Gütlein, 1 Schmiede-Gütlein, 1 Leerhaus),
- die Kirche in Immeldorf (2 Gütlein).[11]

1806 kam Immeldorf an das Königreich Bayern. Im Rahmen des Gemeindeedikts wurde 1808 der Steuerdistrikt Immeldorf gebildet, zu dem Bachmühle, Bechhofen, Büschelbach, Kirschendorf, Malmersdorf, Neuses, Schlauersbach, Waltendorf und Wernsbach gehörten. Die Ruralgemeinde Immeldorf entstand 1810 und war deckungsgleich mit dem Steuerdistrikt. Sie war in Verwaltung und Gerichtsbarkeit dem Landgericht Heilsbronn zugeordnet und in der Finanzverwaltung dem Rentamt Windsbach. Mit dem Zweiten Gemeindeedikt (1818) wurden daraus fünf Ruralgemeinden gebildet:
- Ruralgemeinde Bechhofen;
- Ruralgemeinde Immeldorf;
- Ruralgemeinde Malmersdorf mit Büschelbach und Waltendorf;
- Ruralgemeinde Schlauersbach mit Bachmühle und Kirschendorf;
- Ruralgemeinde Wernsbach mit Neuses.[13]

Von 1862 bis 1879 gehörte Immeldorf zum Bezirksamt Heilsbronn, ab 1880 zum Bezirksamt Ansbach (1939 in Landkreis Ansbach umbenannt) und zum Rentamt Heilsbronn (1919–1929: Finanzamt Heilsbronn, seit 1929: Finanzamt Ansbach). Die Gerichtsbarkeit blieb beim Landgericht Heilsbronn (1879 in Amtsgericht Heilsbronn umbenannt), seit 1956 ist das Amtsgericht Ansbach zuständig. Die Gemeinde hatte 1964 eine Gebietsfläche von 4,555 km². Im Zuge der Gebietsreform in Bayern wurde Immeldorf am 1. April 1971 nach Lichtenau eingemeindet.

### Baudenkmäler
In Immeldorf gibt es acht Baudenkmäler:
- Büschelbacher Straße 1: Evangelisch-lutherische Pfarrkirche St. Georg[17]
- Hauptstraße 17: Pfarrhaus[17]
- Hauptstraße 19: Schulgebäude[17]
- Hauptstraße 25 (Haus Nr. 15): Gasthaus „Weißes Roß“[17]
- Hauptstraße 22 (Haus Nr. 20): „Gasthaus zur Krone“[17]
- Mühlweg 4 (Haus Nr. 38): Ehemalige Wassermühle[17]
- Rezatbrücke mit zwei Quadersteinbögen[17]
- Fragment eines Steinkreuzes[18]

ehemaliges Baudenkmal
- Haus Nr. 4: Eingeschossiger Bau mit dreigeschossigem Giebel 1742[19]

### Bodendenkmäler
Auf der Gemarkung Immeldorf gibt es fünf Bodendenkmäler, darunter
- Burgstall Immeldorf, ehemalige Wasserburg der Herren von See, 200 Meter nordwestlich der Kirche[17]

### Einwohnerentwicklung
| Jahr      | 1818   | 1840   | 1852   | 1855   | 1861   | 1867   | 1871   | 1875   | 1880   | 1885   | 1890   | 1895   | 1900   | 1905   | 1910   | 1919   | 1925   | 1933   | 1939   | 1946   | 1950   | 1952   | 1961   | 1970   | 1987   | 2008 |
| Einwohner | 277    | 322    | 295    | 312    | 316    | 320    | 335    | 348    | 364    | 365    | 362    | 348    | 347    | 344    | 356    | 323    | 349    | 297    | 312    | 471    | 479    | 443    | 345    | 347    | 294    | 365  |
| Häuser    | 50     | 54     |        |        |        |        | 60     |        |        | 65     | 68     |        | 66     |        |        |        | 66     |        |        |        | 65     |        | 68     |        | 77     |      |
| Quelle    | [ 21 ] | [ 22 ] | [ 23 ] | [ 23 ] | [ 24 ] | [ 25 ] | [ 26 ] | [ 27 ] | [ 28 ] | [ 29 ] | [ 30 ] | [ 31 ] | [ 32 ] | [ 31 ] | [ 33 ] | [ 31 ] | [ 34 ] | [ 31 ] | [ 31 ] | [ 31 ] | [ 35 ] | [ 31 ] | [ 36 ] | [ 37 ] | [ 38 ] |      |

## Wappen
Seit 2003 hat Immeldorf ein Wappen.

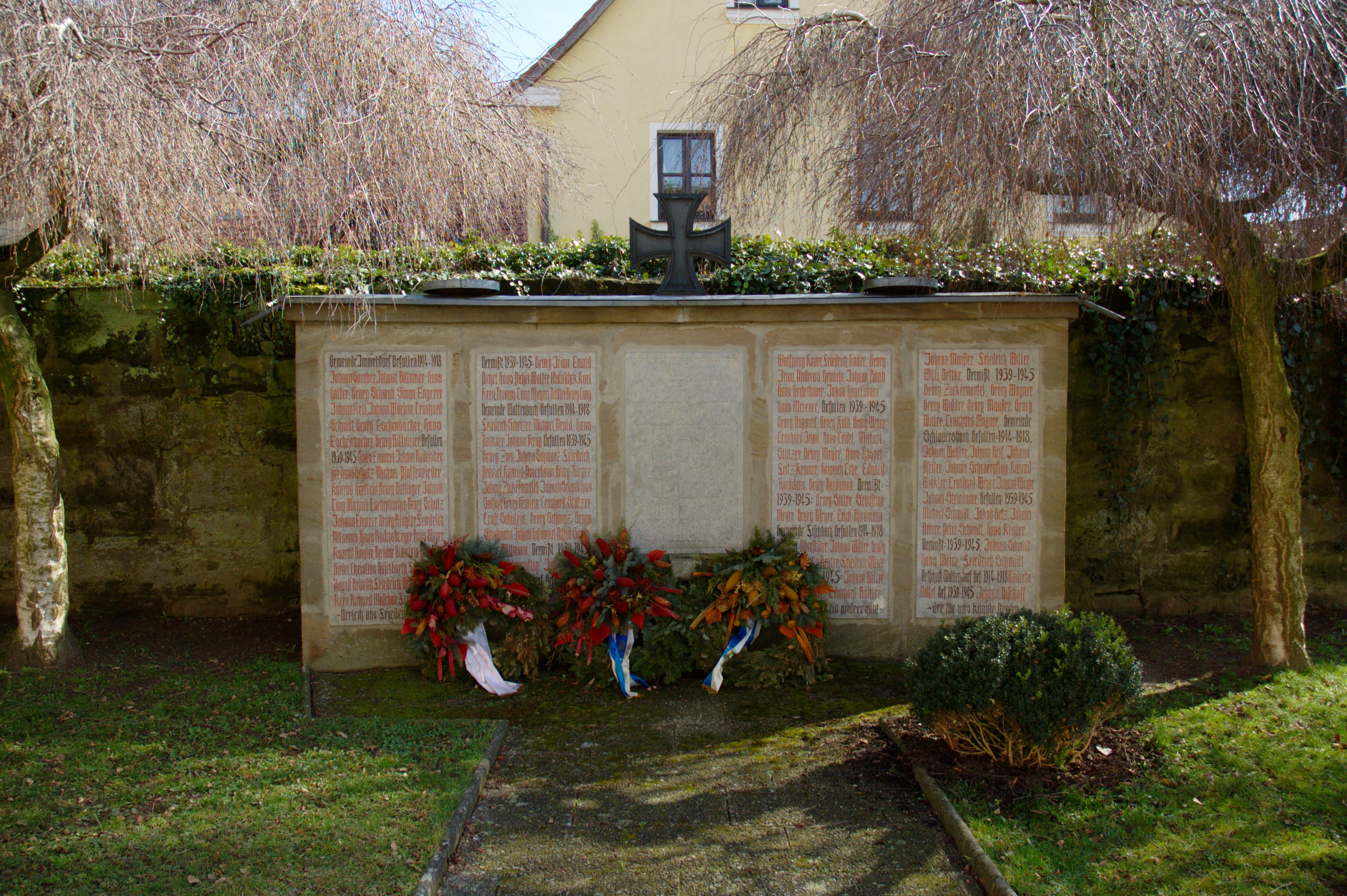
Kriegerdenkmal

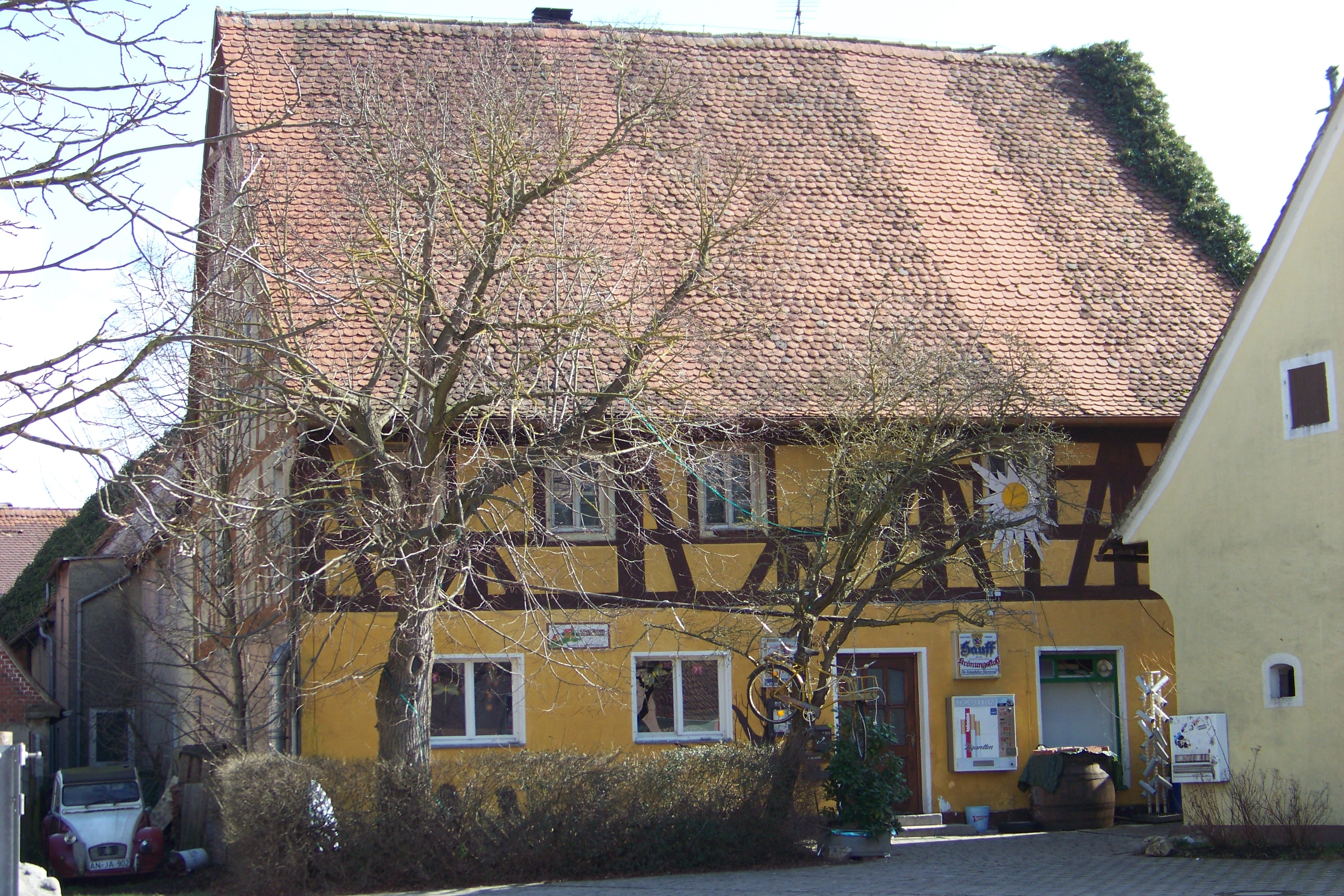
Weißes Roß

Die Wappenbeschreibung lautet: „Schild geteilt, obere Hälfte gespalten. In Grün ein silberner Schräglinksbach, fünfmalige Schrägteilung in Rot und Weiß, in Blau ein nach links gerichtetes braunes Pferd mit goldenem Reiter.“

## Religion
Der Ort ist seit der Reformation evangelisch-lutherisch geprägt und Sitz der Pfarrei St. Georg. Die Einwohner römisch-katholischer Konfession sind nach St. Johannes (Lichtenau) gepfarrt.